# طابع لفائف أيرلندي
كان طابع اللفائف النادرة ثنائي الأبعاد طابعًا تجريبيًا عموديًا، مقوّمًا بـ 2 بنسات، أصدره مكتب البريد الأيرلندي عام 1935، وهو من أندر الطوابع الأيرلندية وأكثرها قيمة. غالبًا ما يُطلق عليه هواة جمع الطوابع اسم "سكوت 68b" أو "SG 74b"، وهما رقما دليل طوابع سكوت وستانلي غيبونز على التوالي.

## التصميم
يُطلق هواة جمع الطوابع على هذا التصميم اسم "مثقب 15 × غير مثقب"، أو في الولايات المتحدة الأمريكية "مثقب 15 أفقيًا"، لأن الطابع مثقوب بقياس 15 (ثقوب لكل 2 سم) أفقيًا وغير مثقوب على الحواف الرأسية. نظرًا لتصميمهِ المشترك، يبدو مطابقًا لأول طابع بريد ثنائي الأبعاد صدر في 6 ديسمبر 1922 مع خريطة أيرلندا، باستثناء الحواف الرأسية غير المثقوبة. يستخدم هذا الطابع أول علامة مائية أيرلندية، وهي تصميم منمق للحرفين المتداخلين s وe، مما يُشكل علامة مائية s تمثل اسم الدولة الأيرلندية الحرة.

## التاريخ
تم التعرف عليه لأول مرة في عام 1937، ولكن لم يعترف به في فهارس الطوابع حتى أدرجه دليل سكوت للطوابع في عام 1952. على مر السنين تم التعرف على 20 نسخة في حالة جيدة، ولكن كمية الطوابع المستخدمة غير معروفة. على الرغم من تسجيل العديد منها، إلا أنها نادرة. من المعروف أن بعض نسخ الطابع موجودة على الظرف البريدي، لكن الخبير دولين يشير إلى أن جميع طوابع اللفائف الأيرلندية نادرة على الغلاف. حدث بعض الجدل حول صحة هذا الطابع في أدبيات هواة جمع الطوابع الأيرلندية خلال منتصف عقد التسعينيات مع اقتراح أن الطابع صنع من طابع آخر عادي مثقوب بالكامل باستخدام مكبس. تم دحض هذه الفرضية من قبل فولي وإيان وايت، وهو تاجر طوابع في دبلن، حيث ادعى كلاهما أن مثل هذه العملية ستؤدي إلى إتلاف الطابع وستكون مستحيلة علميًا. كما عثر على وثائق مؤرشفة تؤكد أن الطابع كان مطلوباً واعيد إصداره من قبل إدارة البريد الأيرلندية.

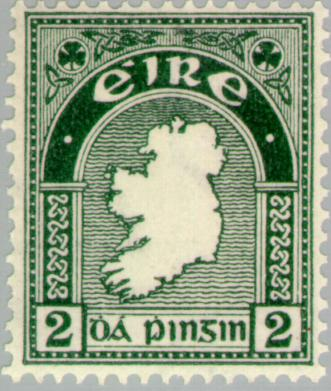
طابع بريد نهائي لخريطة أيرلندا ثنائية الأبعاد مثقوب من جميع الجوانب من ورقة طوابع عادية.
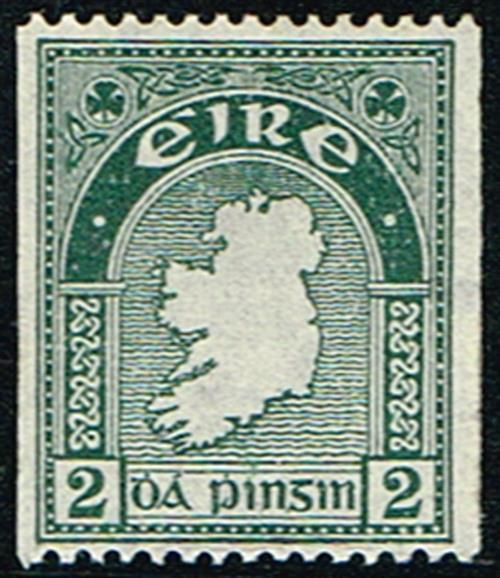
باع جيرارد برادي، النموذج الأول، في دبلن في مايو 2016 مقابل 10000 يورو بواسطة وايت.
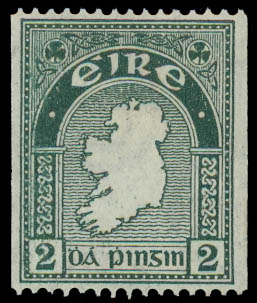
تم بيع طابع مطبعة أصلي رقم 68b الذي حصل على شهادة مؤسسة طوابع البريد في عام 2010 في مزاد كيليهر في أبريل 2011 مقابل 12500.00 دولار (بالإضافة إلى 15٪ رسوم المشتري)

أجرى جيرارد برادي مسحًا تفصيليًا للعشرين نموذجًا من طوابع المطبعة غير المستعملة المعروفة آنذاك ونشرهُ في صحيفة (أخبار الطوابع الأيرلندية) في عام 1981.

## التزوير
في عام 2004، نُشرت أنباء عن تزوير هذا الطابع في مجلة "ذا ريفيلر"، وهي مجلة تابعة لجمعية هواة جمع الطوابع في أيرلندا، حيث عُثر عليه ضمن "مزادات ماريلاند" وعرضه للبيع جامع طوابع مشهور يُدعى روجر ويست من شركة فينيكس الدولية. التزوير أفتح لونًا من الطابع الأصلي، وطباعته أكثر خشونة، وهو مطبوع على ورق أبيض غير مصقول ومثقب بمقاس 10.75 × غير لامع. تبلغ مساحة الطابع المطبوعة 18 مم × 22.5 مم، مقارنةً بـ 18.5 مم × 22 مم في النسخة الأصلية.